# Montalto di Castro
Montalto di Castro is een gemeente in de Italiaanse provincie Viterbo (regio Latium) en telt 8061 inwoners (31-12-2004). De oppervlakte bedraagt 189,4 km², de bevolkingsdichtheid is 40,35 inwoners per km².
De volgende frazioni maken deel uit van de gemeente: Pescia Romana.

## Demografie
Montalto di Castro telt ongeveer 3503 huishoudens. Het aantal inwoners steeg in de periode 1991-2001 met 8,4% volgens cijfers uit de tienjaarlijkse volkstellingen van ISTAT.
| Jaar | Inwoneraantal |
| ---- | ------------- |
| 1991 | 7063          |
| 2001 | 7653          |

## Geografie
De gemeente ligt op ongeveer 42 meter boven zeeniveau.
Montalto di Castro grenst aan de volgende gemeenten: Canino, Capalbio (GR), Manciano (GR), Tarquinia, Tuscania.